# Arethaea carita
Arethaea carita är en insektsart som beskrevs av Scudder, S.H. 1902. Arethaea carita ingår i släktet Arethaea och familjen vårtbitare. Inga underarter finns listade i Catalogue of Life.